# Bahnstrecke Winchester–Woburn–Wilmington
| Streckenlänge: | 9,62 km              |                                                  |                                                  |
| Spurweite: | 1435 mm (Normalspur) |                                                  |                                                  |
| |                      |                                                  |                                                  |
| Gesellschaft: | zuletzt MBTA         |                                                  |                                                  |
| \| \| \| von Boston \| \| \| \| -0,51 \| Winchester Center MA (BSS auf der Main St) \| Winchester Center MA (BSS auf der Main St) \| \| \| 0,00 \| nach Lowell über Montvale \| nach Lowell über Montvale \| \| \| ca. 0,7 \| Cutters (früher Symms) \| Cutters (früher Symms) \| \| \| 1,30 \| Cross Street (früher Richardson) \| Cross Street (früher Richardson) \| \| \| \| Anschluss Horn Pond \| \| \| \| 2,11 \| Woburn Highlands MA (früher Horn Pond) \| Woburn Highlands MA (früher Horn Pond) \| \| \| \| Bay State Street Railway (Main Street) \| \| \| \| 2,93 \| Woburn MA (früher Woburn Center) \| Woburn MA (früher Woburn Center) \| \| \| \| Bay State Street Railway (Pleasant Street) \| \| \| \| \| Bay State Street Railway (Winn Street) \| \| \| \| 4,55 \| Central Square \| Central Square \| \| \| \| Interstate 95 \| \| \| \| \| Bay State Street Railway (Main Street) \| \| \| \| 6,50 \| North Woburn MA \| North Woburn MA \| \| \| \| Industrieanschluss \| \| \| \| 9,62 \| von Boston über Montvale (North Woburn Junction) \| von Boston über Montvale (North Woburn Junction) \| \| \| \| Bay State Street Railway (Main Street) \| \| \| \| \| Bay State Street Railway (Burlington Avenue) \| \| \| \| 11,81 \| Wilmington MA \| Wilmington MA \| \| \| \| nach Wilmington Junction \| \| \| \| \| nach Agamenticus \| \| \| \| \| nach Lowell \| \| |                      |                                                  |                                                  |
| Strecke |                      | von Boston                                       | von Boston                                       |
| Turmbahnhof geradeaus oben (Querstrecke außer Betrieb) | -0,51                | Winchester Center MA (BSS auf der Main St)       | Winchester Center MA (BSS auf der Main St)       |
| Abzweig ehemals geradeaus und nach rechts | 0,00                 | nach Lowell über Montvale                        | nach Lowell über Montvale                        |
| Haltepunkt / Haltestelle (Strecke außer Betrieb) | ca. 0,7              | Cutters (früher Symms)                           | Cutters (früher Symms)                           |
| Haltepunkt / Haltestelle (Strecke außer Betrieb) | 1,30                 | Cross Street (früher Richardson)                 | Cross Street (früher Richardson)                 |
| Abzweig geradeaus und nach links (Strecke außer Betrieb) |                      | Anschluss Horn Pond                              | Anschluss Horn Pond                              |
| Haltepunkt / Haltestelle (Strecke außer Betrieb) | 2,11                 | Woburn Highlands MA (früher Horn Pond)           | Woburn Highlands MA (früher Horn Pond)           |
| Kreuzung (Strecken außer Betrieb) |                      | Bay State Street Railway (Main Street)           | Bay State Street Railway (Main Street)           |
| Bahnhof (Strecke außer Betrieb) | 2,93                 | Woburn MA (früher Woburn Center)                 | Woburn MA (früher Woburn Center)                 |
| Kreuzung (Strecken außer Betrieb) |                      | Bay State Street Railway (Pleasant Street)       | Bay State Street Railway (Pleasant Street)       |
| Kreuzung (Strecken außer Betrieb) |                      | Bay State Street Railway (Winn Street)           | Bay State Street Railway (Winn Street)           |
| Haltepunkt / Haltestelle (Strecke außer Betrieb) | 4,55                 | Central Square                                   | Central Square                                   |
| Strecke mit Straßenbrücke (Strecke außer Betrieb) |                      | Interstate 95                                    | Interstate 95                                    |
| Kreuzung (Strecken außer Betrieb) |                      | Bay State Street Railway (Main Street)           | Bay State Street Railway (Main Street)           |
| Bahnhof (Strecke außer Betrieb) | 6,50                 | North Woburn MA                                  | North Woburn MA                                  |
| Betriebs-/Güterbahnhof Strecke bis hier außer Betrieb |                      | Industrieanschluss                               | Industrieanschluss                               |
| Abzweig geradeaus und von rechts | 9,62                 | von Boston über Montvale (North Woburn Junction) | von Boston über Montvale (North Woburn Junction) |
| Kreuzung geradeaus unten (Querstrecke außer Betrieb) |                      | Bay State Street Railway (Main Street)           | Bay State Street Railway (Main Street)           |
| Kreuzung geradeaus unten (Querstrecke außer Betrieb) |                      | Bay State Street Railway (Burlington Avenue)     | Bay State Street Railway (Burlington Avenue)     |
| Bahnhof | 11,81                | Wilmington MA                                    | Wilmington MA                                    |
| Abzweig geradeaus und nach rechts |                      | nach Wilmington Junction                         | nach Wilmington Junction                         |
| Abzweig geradeaus und ehemals nach rechts |                      | nach Agamenticus                                 | nach Agamenticus                                 |
| Strecke |                      | nach Lowell                                      | nach Lowell                                      |

Die Bahnstrecke Winchester–Woburn–Wilmington (auch Woburn Loop) ist eine Eisenbahnstrecke in Massachusetts (Vereinigte Staaten). Die eigentliche Strecke ist knapp zehn Kilometer lang und verbindet die Städte Winchester, Woburn und Wilmington. Sie beginnt und endet auf freier Strecke an der Bahnstrecke Boston–Lowell. Die normalspurige Strecke ist bis auf einen Industrieanschluss am nördlichen Streckenende stillgelegt. 

## Geschichte
Beim Bau der 1835 eröffneten Hauptstrecke Boston–Lowell war die Stadt Woburn nur unzureichend angebunden worden. Der Bahnhof der Stadt befand sich zwei Kilometer östlich des Zentrums. Um die Stadt besser anzubinden, sollte eine Zweigstrecke vom Bahnhof Winchester, der damals noch South Woburn hieß, gebaut werden. Die Woburn Branch Railroad Company erhielt am 16. März 1844 eine Konzession für diese Strecke. Die Gesellschaft wurde kurz danach formal aufgestellt und fusionierte am 9. Mai des Jahres mit der Boston and Lowell Railroad, die die Hauptstrecke betrieb. Am 30. Dezember 1844 ging die Strecke in Betrieb. 
Eine Verlängerung der Strecke nach Norden sollte die Durchbindung von Zügen aus Richtung Boston nach Lowell über Woburn ermöglichen. Die Konzession dafür erhielt die Woburn Branch Extension Railroad Company am 23. April 1847. Die Gesellschaft fusionierte 1848 ebenfalls mit der Boston&Lowell, Bauarbeiten für die Strecke wurden jedoch zunächst nicht aufgenommen. Erst 1885 führte die Bahngesellschaft den Bau aus und eröffnete die Strecke von Woburn bis North Woburn Junction am 30. November des Jahres. Die meisten Vorortzüge, die aus Boston in Richtung Wilmington und Lowell fuhren, verkehrten nun über Woburn. 1854 eröffnete Boston Ice Company ein Anschlussgleis, das an der Cross Street abzweigte und zum Horn Pond führte, wo im Winter Eis abgebaut wurde. Die Horn Pond Branch Railroad Company, die die Konzession für diese rund 800 Meter lange Strecke erhalten hatte, fusionierte mit der Boston&Lowell, die den Betrieb auf diesem Anschlussgleis führte. 1919 wurde der Anschluss stillgelegt und abgebaut.
Ab 1887 oblag die Betriebsführung der Boston and Maine Railroad, die die Boston&Lowell gepachtet hatte. Im Juni 1959 stellte die Boston&Maine den Personenverkehr nördlich von Woburn ein und legte diesen Abschnitt 1961 still. 1976 kaufte die Massachusetts Bay Transportation Authority die Strecke, überließ den Vorortverkehr jedoch der Boston&Maine. Im Januar 1981 musste zwischen Winchester und Woburn der Gesamtverkehr eingestellt werden, da die dringend nötige Streckensanierung nicht finanziert werden konnte. Die Strecke wurde im folgenden Jahr stillgelegt und später abgebaut.

## Streckenbeschreibung
Die Strecke zweigt nördlich des Bahnhofs Winchester Center aus der Hauptstrecke ab und führt in nordwestliche Richtung durch das Stadtgebiet von Woburn. Der Bahnhof Woburn befand sich an der Pleasant Street. Hier befindet sich heute ein Parkplatz. Im weiteren Verlauf, wo die Eisenbahn bereits seit 1962 stillgelegt ist, wurde auf der Trasse eine Straße gebaut. Ab der Winn Street, wo die Trasse nach Norden abbiegt, ist die ehemalige Bahnstrecke überwuchert. Sie verlief neben der Middlesex Street, Hart Street und Main Street durch North Woburn. Unmittelbar nördlich der Autobahnabfahrt der Interstate 95 überquert die Bahnstrecke die Main Street und verläuft nun östlich dieser Straße. Am Bahnübergang Merrimac Street befand sich der Bahnhof North Woburn. Am nördlichen Streckenende, kurz vor der Einmündung in die Hauptstrecke, liegt eine viergleisige Verladestation.

## Personenverkehr
1869 befuhren die damals bis Woburn fertiggestellte Strecke neun Züge. Nach der Eröffnung der nördlichen Verlängerung fuhren viele Züge nach Wilmington und Lowell über die Strecke. 1916 verkehrten montags bis freitag elf, samstag zwölf und sonntags fünf Züge über die Gesamtstrecke. Sie fuhren zumeist nach Lowell weiter. Zusätzlich fuhren an Wochentagen acht, an Samstagen neun und an Sonntagen vier Züge nach Woburn. Der Pendlerverkehr blieb trotz des anwachsenden Individualverkehrs rege und 1960, nach der Einstellung des Personenverkehrs auf dem nördlichen Streckenteil, fuhren von Boston nach Woburn 22 Züge an Wochentagen.